# Indignez-vous !
Indignez-vous ! est un essai de Stéphane Hessel publié en 2010. Cet opuscule, d'une trentaine de pages, qui défend l'idée selon laquelle l'indignation est le ferment de l'« esprit de résistance », est devenu un phénomène d'édition.

## Contenu
Dans cet essai, Stéphane Hessel appelle, en s'appuyant sur l'idée « sartrienne » d'engagement personnel, à ne pas accepter le creusement des inégalités de richesse, critique la politique d'immigration des gouvernements Fillon, désapprouve le poids du monde financier dans les choix politiques et dénonce l'affaiblissement de l'héritage social du Conseil national de la Résistance (Sécurité sociale et régime de retraite). Sous le titre « Mon indignation à propos de la Palestine », un développement est consacré à la situation imposée par l'État d'Israël à la Palestine, et notamment à la bande de Gaza.

## Genèse de l'ouvrage
La rédaction de l'ouvrage a été proposée à Stéphane Hessel par deux journalistes politiquement engagés, fondateurs de la maison d'édition, après avoir entendu le discours que celui-ci avait prononcé sur le plateau des Glières, lieu de mémoire de la Résistance, pour dénoncer la trahison des principes du Conseil national de la Résistance dont il accuse le chef de l'État Nicolas Sarkozy.
Le discours que celui-ci, alors candidat à l'élection présidentielle, avait prononcé entre les deux tours de cette élection le 4 mai 2007 au plateau des Glières avait en effet provoqué l'indignation de l'ancien déporté Walter Bassan et de ses amis, indignation partagée par un certain nombre d'autres résistants qui organisèrent une contre-commémoration annuelle aux Glières. Ils se sont appuyés sur l'esprit de l'Appel à la commémoration du soixantième anniversaire du Programme du Conseil national de la Résistance du 15 mars 1944 signé trois ans plus tôt, le 8 mars 2004, par les grandes figures survivantes de la Résistance, Lucie Aubrac, Raymond Aubrac, Henri Bartoli, Daniel Cordier, Philippe Dechartre, Georges Guingouin, Stéphane Hessel, Maurice Kriegel-Valrimont, Lise London, Georges Séguy, Germaine Tillion, Jean-Pierre Vernant, Maurice Voutey.
Les amis de Walter Bassan se sont constitués en 2008 en une association, Citoyens Résistants d'Hier et d'Aujourd'hui, association dont Stéphane Hessel était l'un des parrains, avec Raymond Aubrac et John Berger. L'appel du 8 mars 2004 (déjà lu lors du 1er rassemblement le 13 mai 2007) a été diffusé à nouveau le 17 mai 2009 aux Glières, et a été suivi par un discours, prononcé en présence de Raymond Aubrac et de quatre mille sympathisants, dans lequel Stéphane Hessel appelait à un devoir d'indignation.
Ce sont ces prises de position, initiées par les mêmes anciens résistants à l'occasion de l'affaire des « sans papiers » de Saint-Ambroise et de Saint-Bernard, réaffirmées depuis 2004 qui ont présidé à la rédaction de l'ouvrage. Le texte de l'ouvrage a été élaboré au cours de trois entretiens, durant le printemps 2010. Mis en forme par Sylvie Crossman, il a été approuvé par Stéphane Hessel.

## Réception

### Analyse d'un succès
Publié par une petite maison d'édition de Montpellier – Indigène éditions –, l'ouvrage ne dispose d'aucune promotion médiatique. Pourtant, rapidement, ce livre de 32 pages, vendu 3,10 euros, devient un phénomène d'édition en se vendant à plus de 300 000 exemplaires en trois mois puis à 950 000 exemplaires en dix mois. En un an, le livre est traduit en 34 langues et vendu à 4 millions d'exemplaires.
Le succès tient en partie à la figure de son auteur, Stéphane Hessel, né en 1917 en Allemagne d'un père juif (converti au christianisme), résistant contre le nazisme, déporté à Buchenwald, secrétaire de la Commission des Droits de l'Homme quand celle-ci rédigea la Déclaration universelle des droits de l'homme, puis diplomate proche de la gauche. La forme également, un format court à un prix minime, a probablement facilité sa diffusion.
Le succès tient notamment au rapprochement établi par Hessel entre les idées défendues par les auteurs du Programme du Conseil national de la Résistance (engagement politique de la société civile, primauté de l'intérêt général sur l'intérêt financier, syndicalisme, solidarité des générations, etc.) et ce qui indigne Hessel aujourd'hui : existence des sans-papiers, mauvais traitement réservé à la planète, écart des richesses dans le monde. L'ouvrage, paru le jour où la réforme des retraites est votée, semble aussi rencontrer une vague de fond de mécontentement et de malaise des Français. « Réveil public d'un peuple qui était jusqu'à présent très passif », selon Edgar Morin, cet engouement littéraire concrétiserait un nouvel engagement des citoyens hors des partis politiques.

### Critique de l'ouvrage en France
Face à l'engouement du public suivi d'une forte médiatisation presque unanimement favorable, les critiques naissent dans les médias en décembre 2010 et janvier 2011, dénonçant le statut d'icône inattaquable affecté à l'auteur.
Le premier reproche fait à Stéphane Hessel concerne le passage de son texte consacré à la situation dans la bande de Gaza. Sur le site du Conseil représentatif des institutions juives de France, Marc Knobel écrit que « Stéphane Hessel tente de justifier, si ce n'est de légitimer, le terrorisme ».
D'autres lui reprochent de n'être pas aussi subversif que son titre, par sa proximité avec la démocratie sociale incarnée en France par Michel Rocard, Dominique Strauss-Kahn ou Martine Aubry, une radicalité qu'il ne revendique pas.
Pour Boris Cyrulnik, l'indignation aurait également un caractère épidermique et non rationnel, faiblesse de raisonnement que critique également Luc Ferry et qui s'inscrirait dans une politique de l'émotion plutôt que dans une « politique de justice ».
Pierre Assouline voit pour sa part, dans Indignez-vous !, un texte « dégoulinant de bons sentiments » qui s'arroge le droit de parler aux noms des idéaux de la Résistance, incite ses contemporains « à s'engager sous l’empire de l’émotion et non sous celui de la réflexion » et fait preuve d'une indignation à « géométrie variable », réservée à Israël, « pays honni ».
En mai 2011, le linguiste Jean Szlamowicz publie un essai intitulé Détrompez-vous !, dans lequel il reproche à Indignez-vous ! de faire approximations factuelles, et de faire preuve de manichéisme et de démagogie,.
L'avocat Gilles-William Goldnadel publie, quant à lui, en 2012 le pamphlet Le vieil homme m'indigne, dans lequel il dénonce le « vide » de la pensée de Stéphane Hessel, qu'il accuse de faire preuve, dans son texte, de « complaisance envers le terrorisme antisémite » et d'un esprit « pathologiquement anti-occidental ».
Stéphane Hessel publie, en mars 2011, Engagez-vous !, livre issu d'entretiens avec le jeune écrivain Gilles Vanderpooten. Cet ouvrage, plus complet, réalisé en septembre 2009 (donc avant Indignez-vous !), répond involontairement à un certain nombre des critiques adressées au premier volume.

### Réception de l'ouvrage en Allemagne
Ce petit livre est l'un des rares ouvrages français à avoir connu, en Allemagne, un très grand succès médiatique avant même d'être traduit en allemand ; il est discuté dans la presse allemande,,.

## Influences

### Manifestations
Les manifestations de mai 2011 en Espagne sont influencées par cet essai et les participants se sont eux-mêmes nommés les « indignés » (indignados) en référence à l'ouvrage de Stéphane Hessel. D'autres manifestations européennes (Athènes, Liège, Bruxelles, Paris, etc.) ou américaines (Occupy Wall Street) auraient aussi été influencées par cet ouvrage en prenant la suite des manifestations espagnoles.

### Parodies, versions satiriques et pamphlets
L'ouvrage a été détourné à plusieurs reprises, généralement avec le même format que l'original et avec, également, une trentaine de pages. Dès février 2011 sort J'y crois pas !, ouvrage écrit sous le pseudonyme d'Orimont Bolacre, publié par David Reinharc pour le compte du Parti de l'In-nocence et sous-titré « Réponse à Stéphane Hessel à la demande de Renaud Camus ». En avril 2011 sort, aux éditions 12 bis, une parodie érotico-politique intitulée Enfilez-vous !, écrite sous le pseudonyme de Rafaël Borgia et illustrée par Luz. Les éditions Dargaud publient Épilez-vous !, écrit sous le pseudonyme de Aristophane Aisselle et illustré par Pénélope Bagieu. En octobre 2011, Oskar Freysinger, conseiller national suisse, publie avec Antifa une réponse pamphlétaire à Stéphane Hessel.
D'autre part, Indignez-vous ! a relancé une mode du pamphlet sous forme de fascicule. Aux éditions Buchet/Chastel, Daniel de Roulet s'indigne de la situation des centrales nucléaires dans un fascicule intitulé Tu n’as rien vu à Fukushima.

### Influence artistique
Les Petits chanteurs d'Asnières ont enregistré, en décembre 2011, un single également intitulé Indignez-vous ! rendant hommage à Stéphane Hessel.
Tony Gatlif a réalisé un documentaire, Indignados (2012), « librement inspiré » de l'ouvrage de Stéphane Hessel.
HK & Les Saltimbanks, sur leur deuxième album Les Temps modernes (2012), chantent le titre Indignez-vous ! en hommage à Stéphane Hessel, notamment dans le refrain : « Indignez-vous ! C'est un vieux monsieur qui vous parle, brandissant son étoile, entendez-vous ? »
Dans son album Tout tourne autour du soleil sorti en 2012, Keny Arkana a écrit une chanson intitulée Indignados, où elle fait référence aux événements des années précédentes ; le refrain dit « Indigné, lève-toi ».

## Éditions et traductions
- (fr) Indignez-vous !, Montpellier : Indigène éditions, collection « Ceux qui marchent contre le vent », 2010, 32 p.  (ISBN 978-2-911939-76-1).
- (en) Time for outrage!, traduction de Damion Searls et Alba Arrikha, avant-propos de Charles Glass, Londres : Quartet Books (en), 2011, 40 p.  (ISBN 978-0-7043-7222-1).
- (de) Empört Euch!, traduit du français par Michael Kogon, Berlin : Ullstein-Verlag, 2011  (ISBN 978-3-550-08883-4).
- (ro) Indignați-vă!, traduit du français par Adriana Bădescu, București : Nemira, 2011  (ISBN 978-606-579-198-5).
- (es) ¡Indignaos!, traduit du français par Telmo Moreno Lanaspa, préface de José Luis Sampedro, Destino, 2011  (ISBN 978-842-334-471-0).
- (nl) Neem het niet!, traduit du français par Hannie Vermeer-Pardoen, Amsterdam : Van Gennep, 2011  (ISBN 978-946-164-038-3).
- (it) Indignatevi!, traduit par Maurizia Balmelli, Turin, Add, collection « ! », 2011, 61 p.  (ISBN 9788896873250).
- (sv) Säg ifrån!, traduit par Ulla Bruncrona, Louise Lindfors Förlag, 2011  (ISBN 9163385074).
- (gl) Indignádevos!, traduit du français par Fernando Moreiras, prologue de Manuel Rivas intitulé A nova conquista do pan (La nouvelle conquête du pain), collection « Ágora K », éditeur Faktoría K de Libros, Pontevedra, 2011, 48 p.  (ISBN 978-84-15250-06-7).
- (ca) Indigneu-vos!, traduit du français par Maria Llopis, prologue de José Luis Sampedro, Columna Edicions (ca), Barcelone, 2011  (ISBN 978-84-9710-202-5).
- (he) תזעמו!, traduit par Iatrogenico, Ein Ashan Hafakot, 2011.
- (eo) Indignu !, traduit par l'association mondiale anationale en mai 2011.
- (oc) Indignatz-ve, traduit du français par Claudia Labandés, Per Noste, mars 2013  (ISBN 978-2-86866-102-9).
- (az) Hiddətlənin !, traduit par Yalchin Mammadov, éditions Qanun, 2012  (ISBN 978-9952-26-350-3)
- (eu) Haserretu zaitezte! eu:Haserretu zaitezte!', traduit par Inma Errea Cleix, denonartean, 2011  (ISBN 978-84-96634-62-6).
- (val) ¡Indigneu-vos! traduit du français par Edicions Mosseguello C.B., préface de Joan B. Sancho, Edicions Mosseguello, 2011  (ISBN 978-84-938137-3-4).